# Lepidopilum muelleri
Lepidopilum muelleri är en bladmossart som beskrevs av Richard Spruce 1865. Lepidopilum muelleri ingår i släktet Lepidopilum och familjen Daltoniaceae. Inga underarter finns listade i Catalogue of Life.